# Corpo (fisica)
In fisica, un corpo è un oggetto materiale che può essere descritto dalla meccanica e sottoposto a misura.

## Meccanica classica
In meccanica classica, il corpo viene ricondotto a un concetto matematico atto ad astrarre alcune caratteristiche delle cose naturali che ci circondano al fine di descriverne il comportamento. In tale accezione, si considera il corpo dotato di massa (inerziale, gravitazionale) e di esso si può determinare la posizione, la velocità e in alcuni casi l'orientazione nello spazio; caratteristiche che cambiano sotto l'azione delle forze ad esso applicate. Al concetto di posizione si associa il concetto di volume. Su quest'ultima proprietà si basa la definizione aristotelica di corpo: "Corpo è ciò che ha estensione in ogni direzione" (Aristotele, Fisica) 
I corpi considerati in meccanica classica possono essere di vario tipo. Ad esempio: 
- punti materiali;
- corpi rigidi, che non subiscono mai deformazioni;
- corpo continuo, corpi estesi che possono subire deformazioni.
- funi e aste, di tipo monodimensionale;
- membrane e gusci, che spaziano su superfici;
- fluidi e solidi che riempiono intere porzioni di spazio tridimensionale.

In meccanica, la teoria dei corpi è conforme in generale con la struttura matematica della logica booleana.